# Jim Hurtubise
Jim Hurtubise, ameriški dirkač Formule 1, * 5. december 1932,  North Tonawanda, New York, ZDA, † 6. januar 1989, Port Arthur, Teksas, ZDA.
Jim Hurtubise je pokojni ameriški dirkač, ki je med letoma 1960 in 1981 sodeloval na ameriški dirki Indianapolis 500, ki je med letoma 1950 in 1960 štela tudi za prvenstvo Formule 1. Na dirki leta 1960 je dosegel triindvajseto mesto, leta 1963 je bil drugi, leta 1961 pa tretji. Umrl je leta 1989 zaradi srčnega napada.